# さくらFM
さくらFM株式会社（さくらエフエム）は、兵庫県西宮市の一部地域を放送区域として超短波放送（FM放送）をする特定地上基幹放送事業者である。
さくらFMの愛称でコミュニティ放送を行っている。

## 概要
兵庫県西宮市と芦屋市を放送対象地域とするコミュニティFM局。開局は1998年3月26日で全国89番目。開局当時の免許人の名称は西宮コミュニティ放送株式会社（にしのみやコミュニティほうそう）であった。なお阪神・淡路大震災をきっかけにミニFM「FMラルース」が開局しており、これが当コミュニティ放送局の事実上の前身となった。
送信所
| 送信所                                                   | 空中線電力 | 設置場所                           |
| -------------------------------------------------------- | ---------- | ---------------------------------- |
| 親局                                                     | 20W        | 西宮市池田町（本社、演奏所に併設） |
| 畑山中継局                                               | 6.5W       | 西宮市山口町                       |
| 生瀬中継局                                               | 1W         | 西宮市塩瀬町                       |
| - 親局のコールサインはJOZZ7AN-FM - 周波数はすべて78.7MHz |            |                                    |

カバレッジエリアは、西宮市・芦屋市を中心に約36万世帯・人口85万人。ベイ・コミュニケーションズ（西宮市）でも再送信している。JCBAインターネットサイマルラジオによるインターネット配信を行っている。
西宮市役所内には緊急放送設備があり、 災害時には通常の放送を中断して緊急放送を行う。
ベリカードを発行している。

## 沿革
- 1998年（平成10年）
  - 1月12日 - 親局と畑山中継局の放送局（現・特定地上基幹放送局）の予備免許取得[2]。
  - 2月19日 - 西宮コミュニティ放送株式会社設立[1]。
  - 3月17日 - 親局と畑山中継局の免許取得[3]、親局の空中線電力は10W。
  - 3月26日 - 本放送開始。
- 2005年（平成17年）4月29日 - 親局の空中線電力を20Wに増力。
- 2012年（平成24年）10月1日 - SimulRadioによる配信を開始。
- 2016年（平成28年）6月17日 - さくらFM株式会社に社名変更[4]。
- 2018年（平成30年）
  - 3月1日 - 生瀬中継局の免許取得[5]。
  - 3月26日 - 生瀬中継局の運用開始。

## 番組

### 編成
音楽、市内情報、交通情報などを原則24時間放送している。
放送時間
- 自社制作番組の開始時刻は原則として8:00（日曜日は7:00）。終了時刻は曜日によって変わる。
  - 月・水・木曜日：25:00
  - 火・金・土・日曜日：24:00

### 主な番組
太字は生放送。
- MORNING 787（月 - 金 8:00 - 9:48）
- 西宮あんあん情報局（月 - 金 9:48 - 9:58） - 西宮市の安全・安心情報
- SakuっとLa・ら・Ra 西宮（月 - 金 10:00 - 13:00）
- cafe@さくら通り（月 - 木 15:00 - 19:00）
- Sogawa Music チャンネル（月 13:00 - 13:15）
- 防災番組 いつもおそばに（月 20:30 - 21:00）
- ちんとんしゃん日記（月 20:30 - 21:00）
- Do the RIGHT Thing（月 21:00 - 24:00）
- 新。くすりの情報ボックス～薬剤師の10分 ラジオ～（水 13:00 - 13:10）
- たけちゃん放談～今日も深掘り（水 13:10- 13:40、再放送、水 22:30 - 23:00）
- さくらFM音楽室（水 20:00 - 21:00、再放送、日 19:00 - 20:00）
- 桂天吾のてんごすなっ！（水 21:00 - 21:30）
- Music Rendezvous（水 22:30 - 23:00）
- 週刊 Nobby タイムズ（木 19:00 - 20:00、再放送、月（火曜深夜） 24:00 - 25:00、土 18:00 - 19:00） - ミュージックバードを通じて全国のコミュニティ放送局に配信されている。この場合の放送時間は、当局放送翌週の月曜 19:00 - 19:58（遅れネット）。
- 聞いてなるほど！西宮市政（木 20:00 - 20:20） - 西宮市の市政情報
- キャンパスinにしのみや（木 23:00 - 23:30、再放送・日 23:00 - 23:30） - 武庫川女子大学・関西学院大学・神戸女学院大学・大手前大学の放送サークルの番組
- ハイスクール・サウンドポート（木 23:30 - 24:00）
- パントマイミスト・タローシャ ンハイの「無声ラジオ」（木（金曜深夜） 24:00 - 25:00）
- あづあづの金曜おもちゃ箱（金 15:00 - 17:55）
- Good Night Moon（金 19:00 - 22:00）
- My Favorite Things（金 22:00 - 22:30、再放送、日 22:00 - 22:30）
- 音葉潤の歌ってわっしょい！（金 22:30 - 23:00）
- 気軽にクラシック（土 9:00 - 9:45）
- ラジネットひょうご（土 9:45 - 10:00）
- 風のような手紙（土 10:00 - 10:30、再放送、日 17:00 - 17:30）
- なばなネットワーク（土 10:30 - 11:00）
- さくらFMライブラリーズ（土 12:15 - 13:00）
- う～みの高知こじゃんとラジオ（土 17:00 - 17:15）
- 函館応援番組「だべぇ～！」　（土 17:15 - 17:30）
- 音楽交差点（土 22:00 - 22:30）
- Nishinomiya WIND WAVE（土 22:30 - 23:00、再放送、日 22:30 - 23:00） - 阪神間の吹奏楽の番組[要説明]
- ぶらりミュージアムめぐり（日 8:00 - 8:30、再放送、日 16:30 - 17:00）
- ミュージックジャイアンツ（日 13:00 - 16:00、再放送、土 19:00 - 22:00）

### 過去の番組
- シティ5 - 近畿のコミュニティ放送局5局が、平日日替わりで担当していた番組。現在は5局ともに放送が行われていない。
- ハッピーシャワー西宮 - 毎日7:54、11:54、18:54、21:54から各6分間、西宮市からのお知らせや市政情報などを放送していた。
- Afternoon Information （月 - 金 13:10 - 17:00）

## 緊急告知ラジオ
2014年（平成26年）1月より緊急告知ラジオ（緊急告知FMラジオ）の販売を開始した。これにあわせて、西宮市は補助金を交付している。当初の機種はさくらFMを含むFM放送が6局受信できたが、2016年（平成28年）4月からの機種はAM放送も6局受信できるようになった。また、芦屋市とも協定を締結したことに伴い、5月から芦屋市用も販売を開始した。芦屋市でも一部世帯に補助金を交付している。
2017 - 2018年度は2年間で計973台だったが、2019年6月から西宮市の補助制度が拡充されたこともあり、同年度は2895台と大きく増加。2020年度は1370台。2021年度は同市の防災マップに広告チラシを挟み込んだこともあり、同年7月末時点で3711台の販売となっている。
緊急告知ラジオの販売がさくらFMの経営改善にも繋がっており、2002年度は累積赤字が債務超過寸前となる約8900万円にも上っていたが、西宮市による資金の融資や合理化などに加え、緊急告知ラジオの販売益により、2020年度に累積赤字が解消された。